# Revolució proletària

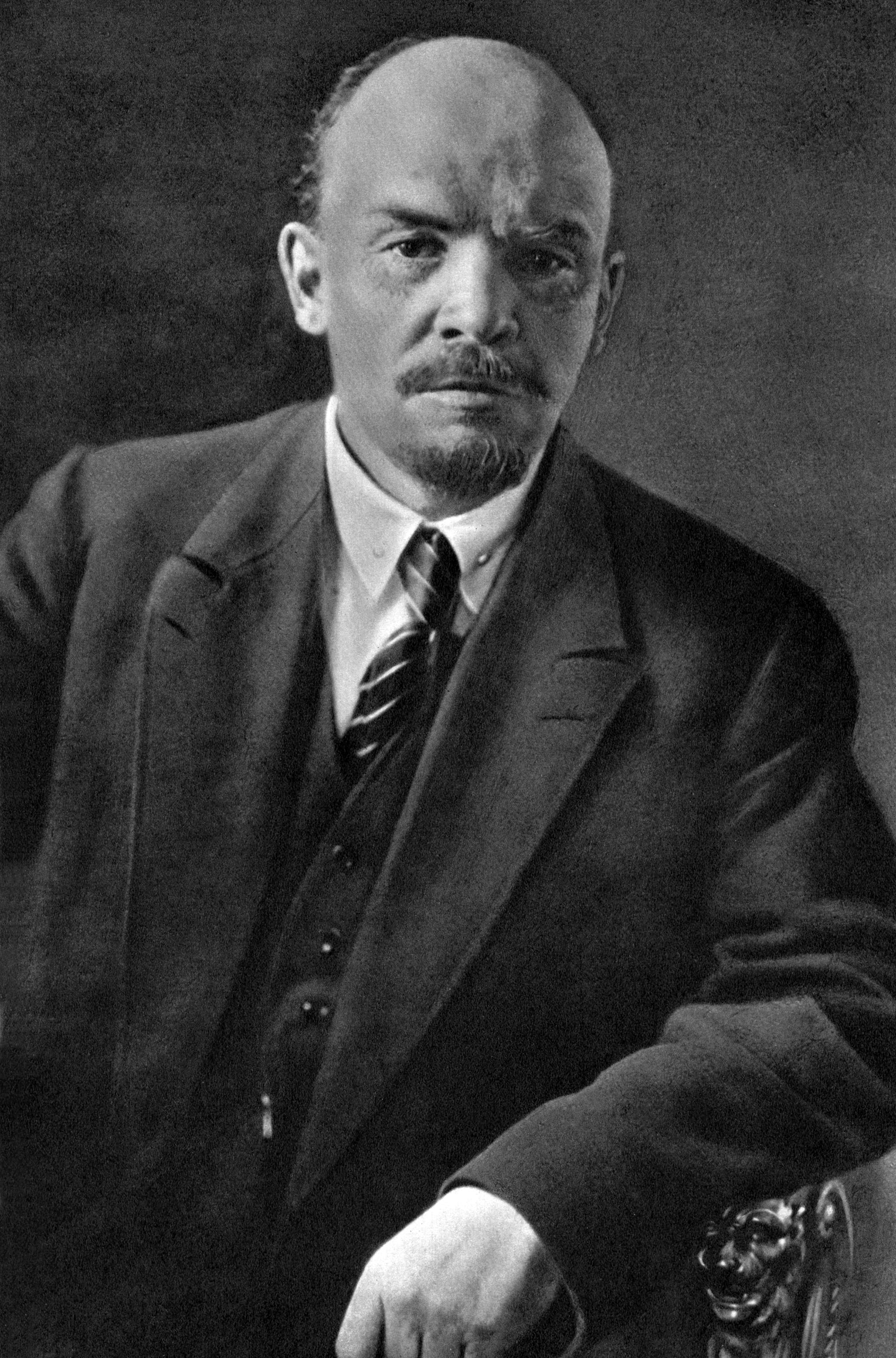
Lenin, líder de la Revolució d'Octubre russa.

La revolució proletària o revolució obrera és una revolució classista promulgada pel marxisme en què la classe obrera intenta ocupar la posició de classe dominant, subordinant a les altres classes socials (lluita de classes), mitjançant la presa del govern o altres institucions polítiques (Estat socialista). És un concepte amb un important component ideològic, socialista, comunista i / o sindicalista pel que el seu ús podria intercanviar-se amb el de revolució socialista o revolució comunista.

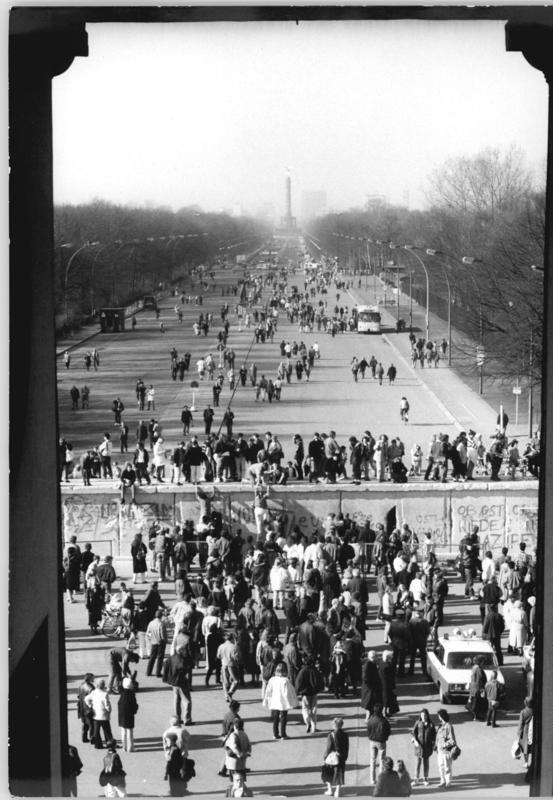
Pas lliure des de Berlín Est a Berlín Oest, després de la caiguda del mur el 1989, símbol de la fi del projecte de "socialisme real" a Europa.

Ha estat interpretada de forma diferent des de les diferents perspectives en què s'ha dividit el moviment obrer revolucionari. Durant el segle xix, la Revolució de 1848, revolució burgesa en la qual el component proletari no era el moviment dirigent - tot i que adquiria per primera vegada un paper independent al de la resta de classes socials, es trobava cada vegada més radicalitzat - va tenir certs trets de revolució proletària. O la Comuna de París de 1871, la primera revolució, de components ideològics molt variats, però en la qual el proletariat adquireix per primera vegada un paper dirigent en la història, arriba a prendre el poder i substitueix les institucions pròpies de l'Estat burgès per institucions representatives de la classe obrera, com ara assemblees, o Consells obrers (Estat obrer). A partir de llavors es produeix la divisió entre marxistes i anarquistes, a la qual segueix en la Primera Guerra Mundial la que es produeix en els marxistes entre socialistes (o socialdemòcrates) i comunistes, i en els anys trenta en els comunistes entre leninistes i trotskistes.

## Història del fenomen durant el segle XX
La revolució bolxevic de Rússia a l'octubre de 1917 ha estat històricament l'exemple més transcendent de revolució proletària, sense perjudici de les seves múltiples i diferents valoracions ideològiques i historiogràfiques. La revolució xinesa i el pensament maoista van introduir la reivindicació del component pagès, que al leninisme estava clarament definit com a menys revolucionari, i passà a ser habitual l'expressió revolució obrera i camperola, que es va estendre per altres països del Tercer món, amb un sector industrial molt poc desenvolupat.
En la interpretació del marxisme, la revolució proletària es produiria a través de la presa del poder pel proletariat, una vegada que s'hagin posat de manifest les contradiccions inherents al sistema capitalista que condueixen a una separació radical entre una minoria de capitalistes i una majoria de proletaris que haurien d'assolir consciència de classe. Un cop pres el poder, arribaria la fase de dictadura del proletariat en què els proletaris prendrien el control dels mitjans de producció i de l'aparell coercitiu de l'Estat, i l'utilitzarien per a la igualació dels individus i per reprimir la burgesia, amb la qual cosa s'evita que aquesta prengui o reprengui el poder. Teòricament, quan s'hagués aconseguit una societat sense classes (societat comunista), l'Estat seria innecessari, donat que s'hauria aconseguit formar l'home nou socialista. El mecanisme concret de la presa del poder -més o menys violent o pacífic, però sempre vencent l'oposició de la burgesia- no ve prefixat pel pensament de Karl Marx, i és objecte d'adaptació per part Lenin en la seva teoria del partit de l'avantguarda revolucionària (minoria revolucionària que ha de dirigir al moviment obrer) i criticat per Trotski i els seus seguidors com un fenomen de degeneració burocràtica contrarevolucionària. El mateix Trotski i Antonio Gramsci propugnaren la revolució proletària a través de la síntesi del moviment proletari i el combat, a la qual denominaven hegemonia cultural del capitalisme.
En la interpretació del sindicalisme revolucionari i de l'anarcosindicalisme, la revolució proletària es produiria per mecanismes aliens als de l'acció política convencional - partits polítics o eleccions -, que han estat interpretats de maneres molt diferents: des de la utilització dels mecanismes com ara mobilitzacions de protesta massiva i reivindicacions més o menys espontànies o organitzades, en alguns casos, de l'anomenada propaganda pel fet (que es va concretar des de finals del segle xix en la utilització del terrorisme).
La revolució del proletariat és un projecte ideològic-polític enfrontat al sistema del capitalisme democràtic i que va tenir el seu màxim auge amb el Bloc de l'Est durant la Guerra Freda durant la instauració del socialisme real o "marxisme estructural", i dins dels partits comunistes i la intel·lectualitat marxista d'Occident. No obstant això el grau de participació protagonista d'elements de classe obrera en aquests fenòmens és qüestionat diverses vegades.

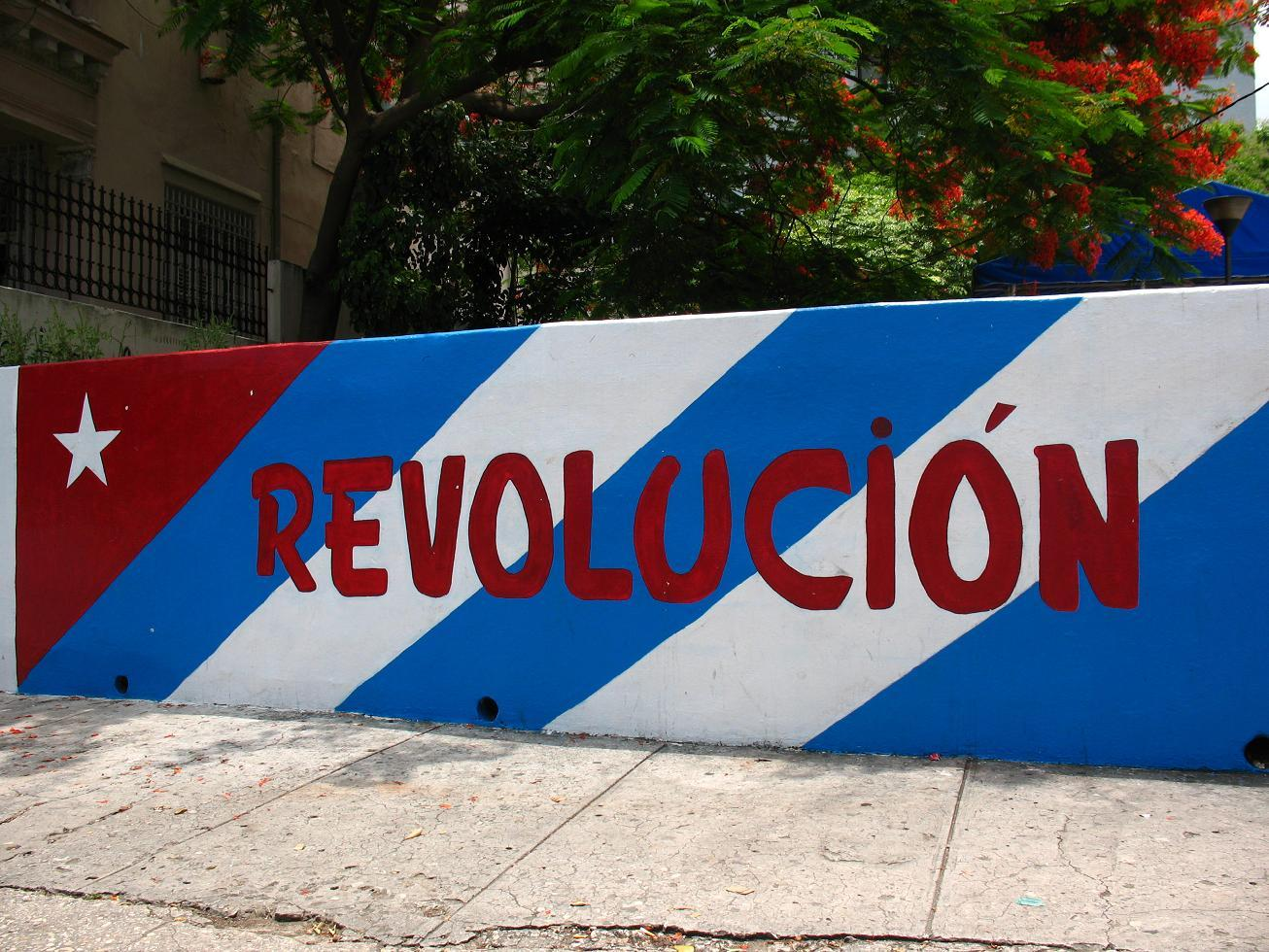
Cartell de propaganda de la Revolució cubana.

## Fi del fenomen a la fi del segle XX
Les revoltes populars en favor de reformes democràtiques entre 1989 i 1991 van ser capitalitzades pels governs i règims del bloc occidental i l'ala restauracionista de la burocràcia soviètica i el partit governant, o nomenklatura, que van donar pas a la restauració del capitalisme a l'est, l'assimilació de l'RDA a l'RFA (unificació alemanya) i la dissolució i de l'URSS i d'alguns països de l'Est en diverses Repúbliques nacionals.
La Caiguda del Mur ha ccmportat la fi del projecte d'Estat socialista i per a les societats dels antics països del Bloc de l'Est va comportar l'arribada d'un clima d'esperança en les llibertats formals pròpies de la democràcia liberal burgesa, basades en el parlamentarisme, l'electoralisme burgès, el multipartidisme formal o partitocràtic, el presidencialisme, etc. Si bé, en molts països ex-soviètics, això no ha resolt en la pràctica el problema de la corrupció i la concentració de poders en mans de les burocràcia les seves oligarquies vinculades a un o més grans partits.
Els conflictes geopolítics, el ressorgiment de conflictes nacionals, que van conduir a l'extrem de les guerres ètniques i nacionals a l'antiga Iugoslàvia, alguns cicles econòmics o crisis cícliques del capitalisme, i la creixent precarietat de l'ocupació han estat i són els principals reptes d'aquest període.